# Орловский военно-исторический музей
Орловский военно-исторический музей — музей об исторических событиях на Орловщине и орловцах — участниках военных конфликтов.

## История
5 августа 1983 года  в день 40-летия освобождения Орла от немецко-фашистских захватчиков был официально открыт музей-диорама «Орловская наступательная операция». А накануне 4 августа заведующий музеем полковник А. И. Жутиков провёл первую экскурсию для почётных посетителей. Для музея был использован двухэтажный, построенный в 1890 году из красного кирпича, дом купца И. И. Чикина. В 1983 году к боковому фасаду дома пристроили двухэтажную пристройку для диорамы «Прорыв немецкой обороны у деревни Малое Измайлово 12 июля 1943 г.», автором которой является народный художник СССР, академик А. И. Курнаков. Перед главным входом установлен танк «Т-70», стоявший в сквере Танкистов. В музее сохранилась старая лестница, ведущая на второй этаж, арочные потолочные своды подвального помещения. Не сохранились старые деревянные окна — их заменили на пластиковые и старинная кирпичная кладка стен была оштукатурена вместе с новой пристройкой.
В настоящее время музей имеет девять основных экспозиционных залов для экскурсионных маршрутов. Среди них: «Военная история Орловского края с древнейших времён», «Гражданская война на территории Орловского края» представлена диорамой «Сражение под Кромами. 1919 г.», Великая Отечественная война представлена диорамой «Сражение под Вяжами. 1943 г.», в 2005 году в музее был открыт зал «Локальных войн и военных конфликтов второй половины XX века». Представлены также образцы оружия и военного обмундирования эпохи средневековья, XIX века, Великой Отечественной войны. Военно-исторический музей сегодня это памятник воину-защитнику, это арсенал воинской славы и воинского долга. Музей награждён медалью «65 лет Победы в Великой Отечественной войне».

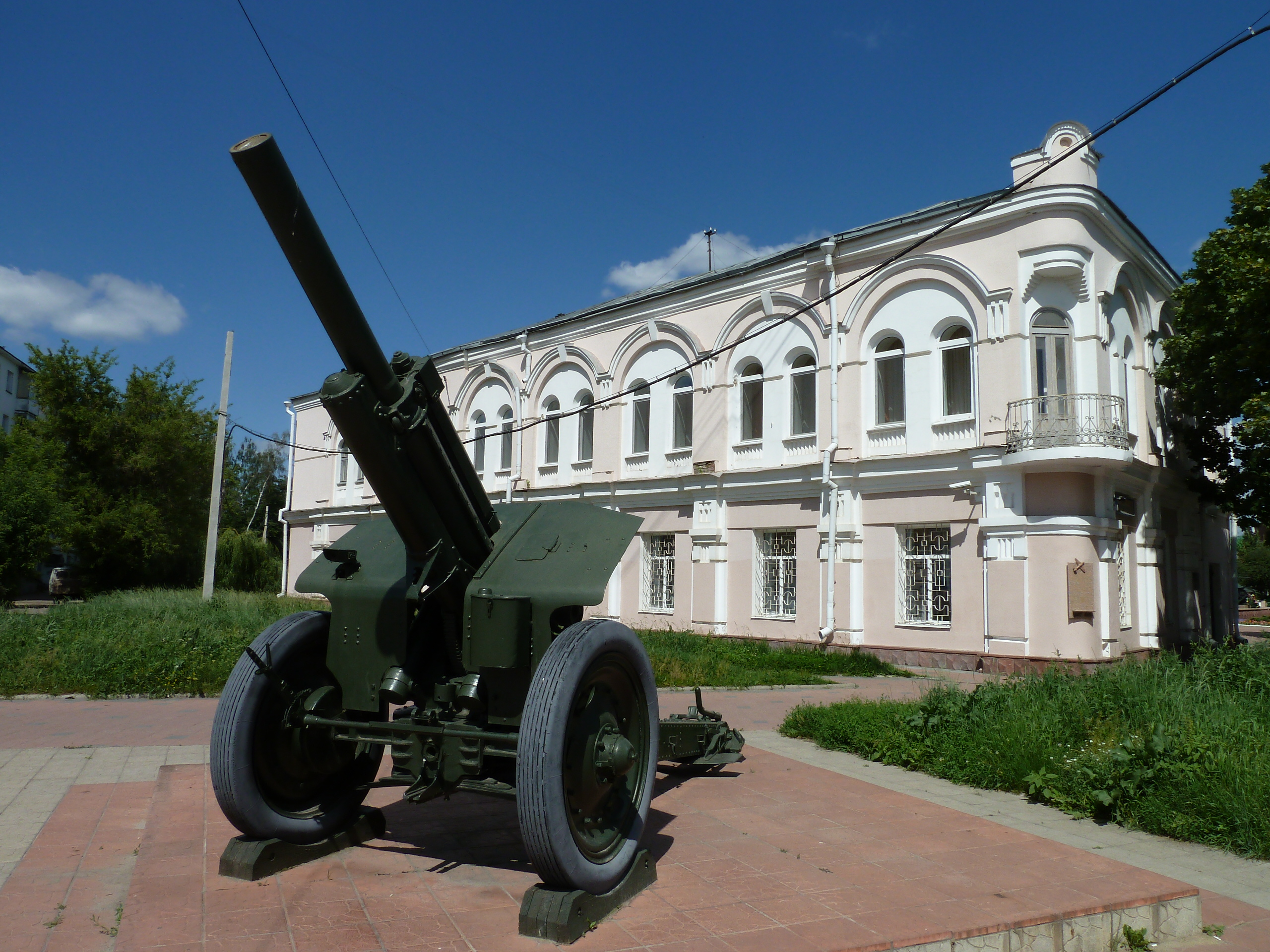
Бывший дом купца И. И. Чикина
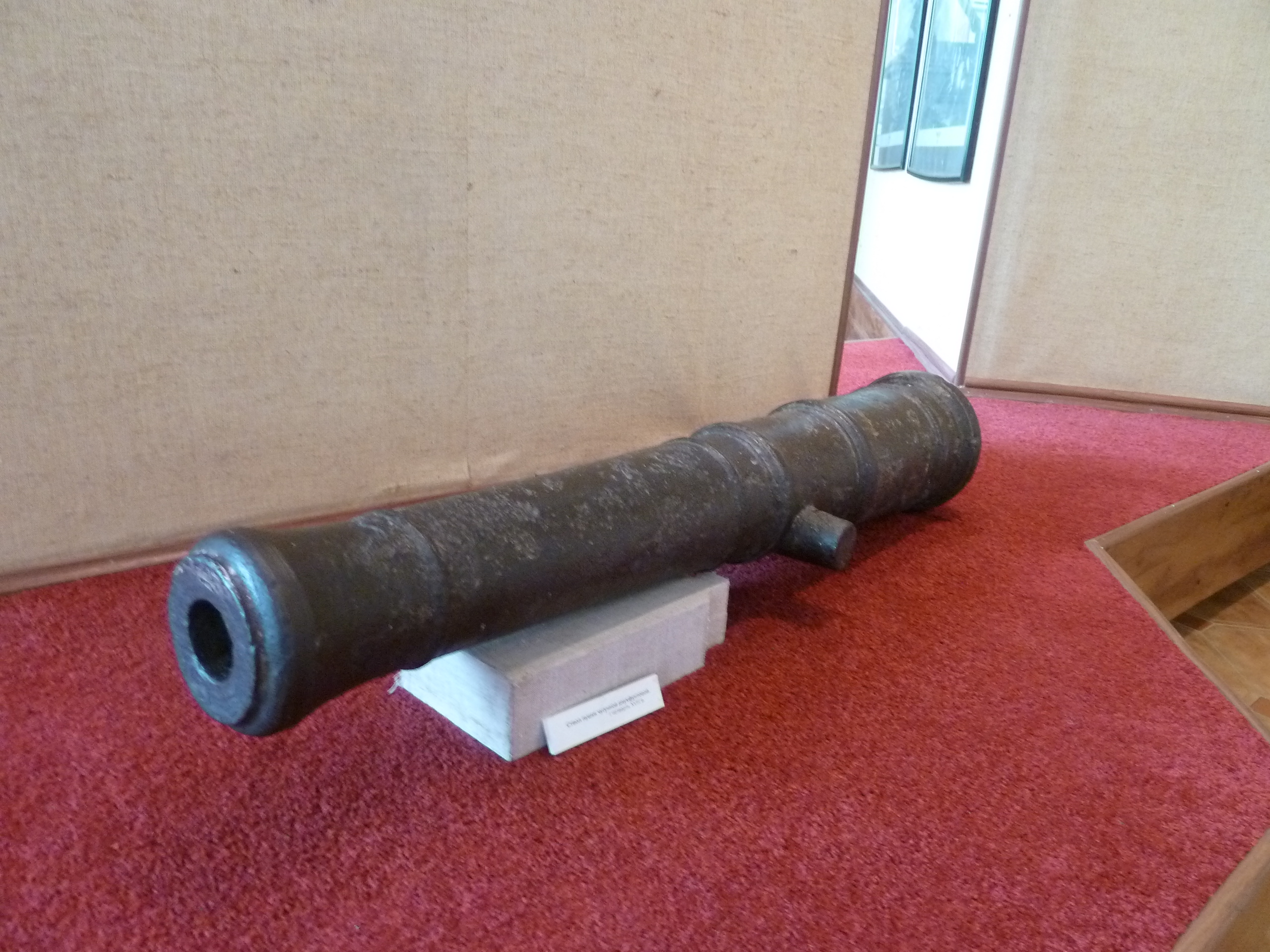
Ствол пушки чугунной двухфунтовой (1-я четв. XVIII века)
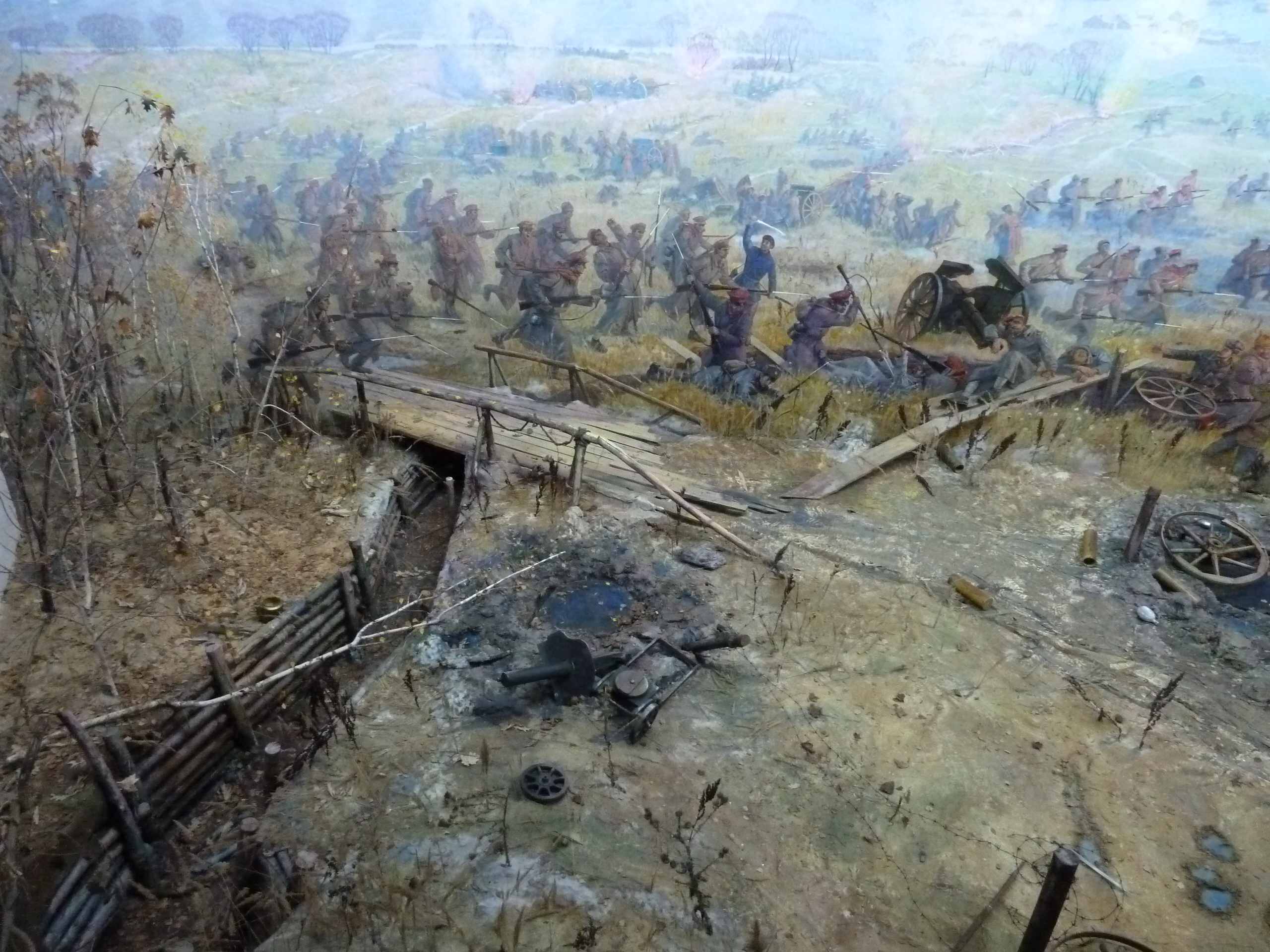
Фрагмент диорамы «Сражение под Кромами. 1919 г.»
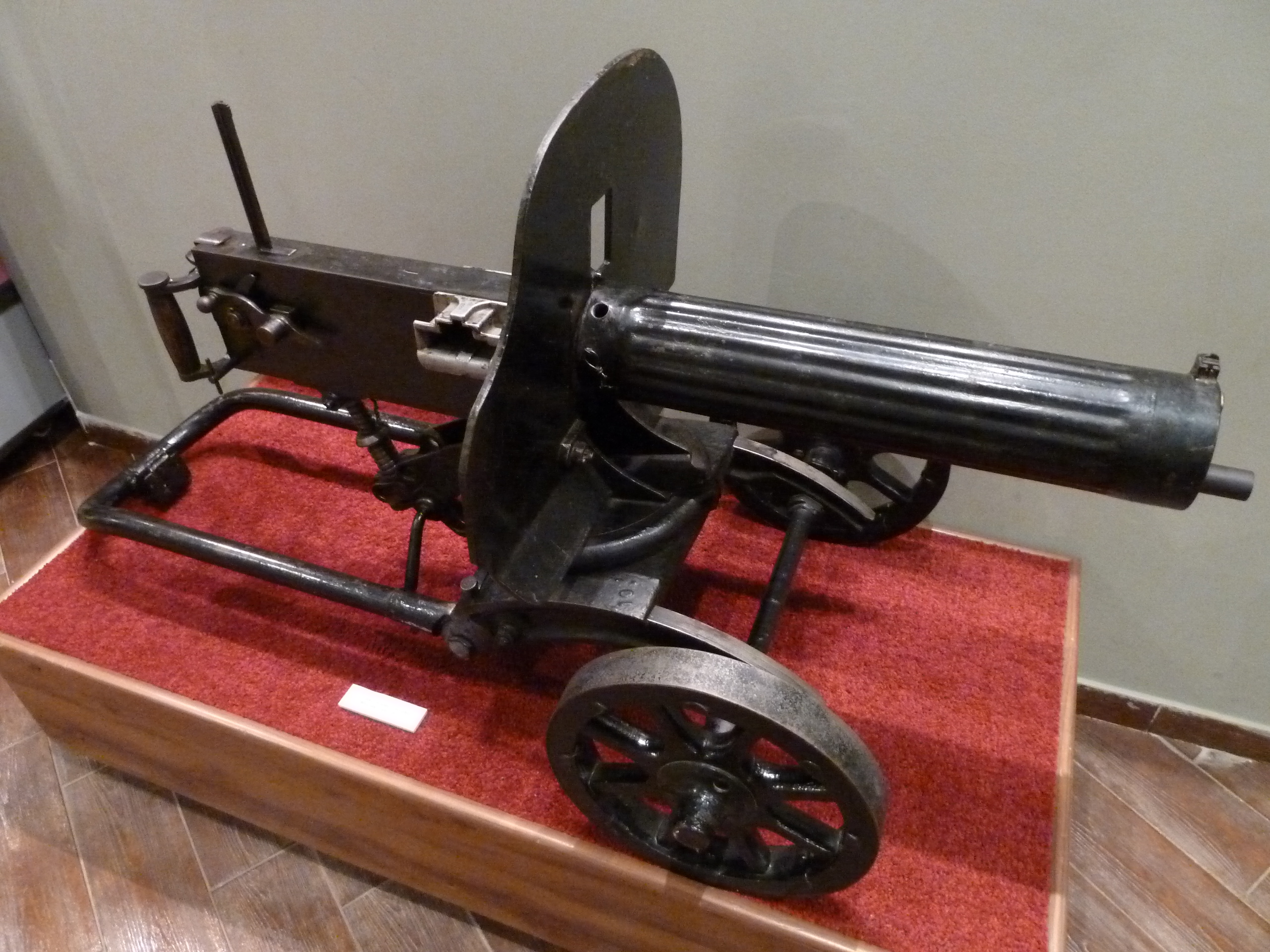
Пулемёт "Максим" образца 1910 года
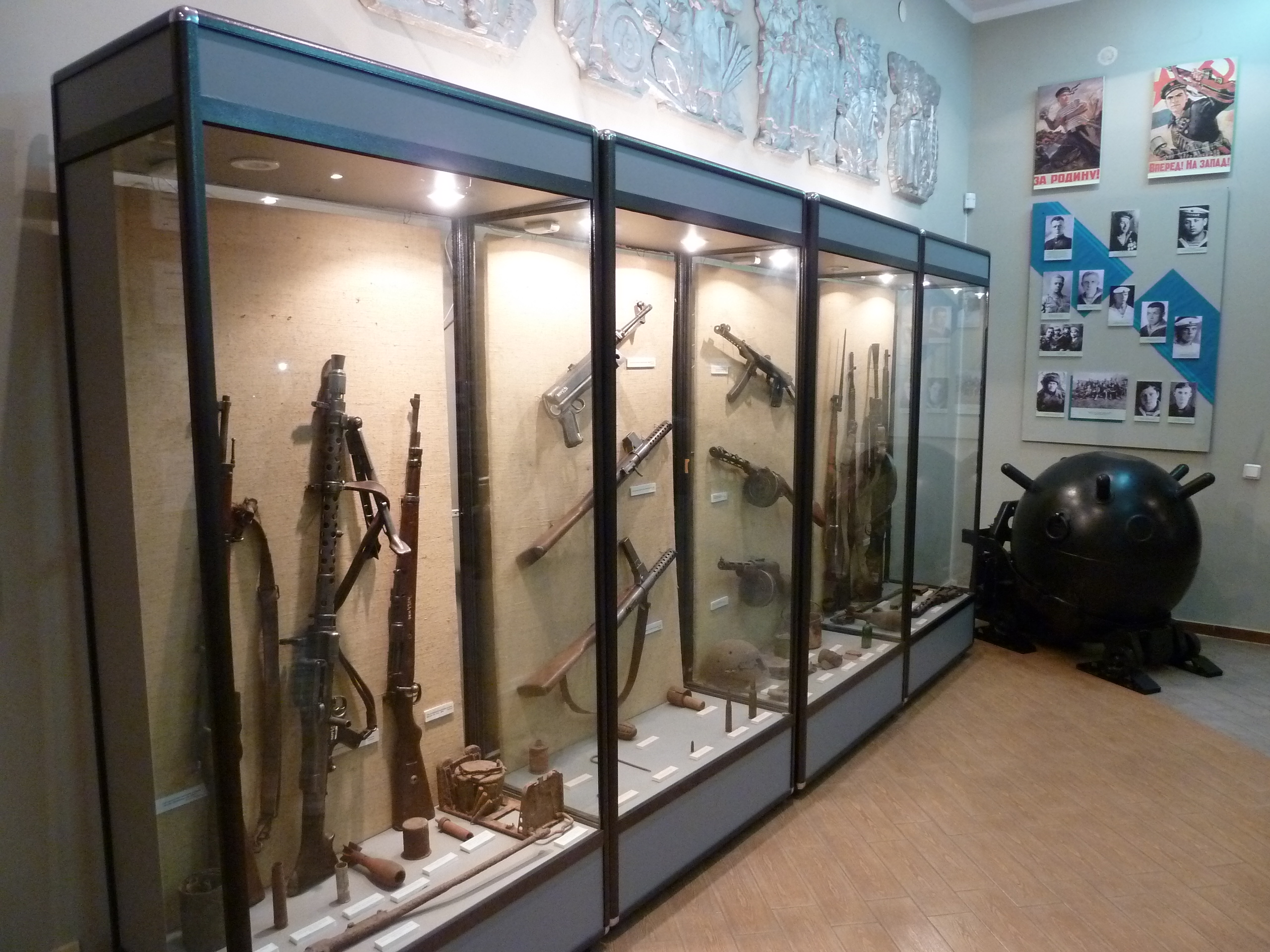
Зал Великой Отечественной войны
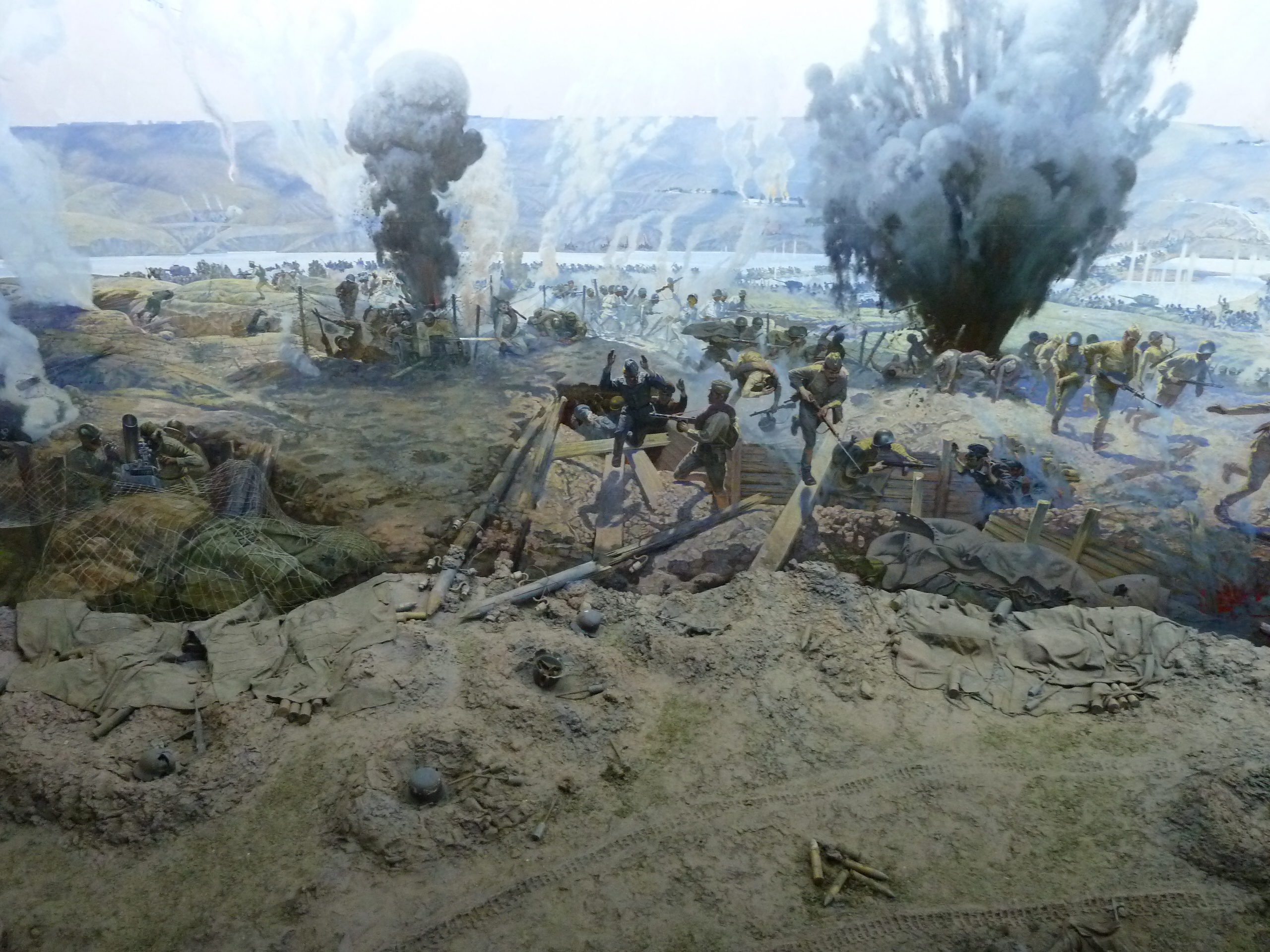
Фрагмент диорамы «Сражение под Вяжами. 1943 г.»